# Train of Thought
Train of Thought er det syvende studiealbum af det amerikanske metal-band Dream Theater. Albummet blev udgivet på Elektra Records i november 2003.
Train of Thought er det tredje album i "The Metal Album", en samling af fire album som fans har kaldt "The Metal Album". Det sidste album i "The Meta Album" er det næste Dream Theater-album, Octavarium.
Albummets første og eneste single, "As I Am" (første nummer på pladen), blev udgivet i oktober, samme år.

## Numre
1. "As I Am" – 7:47
2. "The Dying Soul" – 11:28
  -  "Release"
3. "Endless Sacrifice" – 11:23
4. "Honor Thy Father" – 10:14
5. "Vacant" – 2:57
6. "Stream of Consciousness" – 11:16
7. "In the Name of God" – 14:14

## Personale
- James LaBrie – vokalist
- John Petrucci – guitarist, bagvokal
- Mike Portnoy – trommeslager, bagvokal
- Jordan Rudess – keyboard
- John Myung – bassist

## Links
- Train of Thought på Dream Theater's hjemmeside